# Zeewolf
A Zeewolf egy 3D akciójáték, melyet a Binary Asylum fejlesztett Amiga számítógépekre 1994-ben. A játékosnak egy harci helikoptert vezetve kell küldetéseket teljesítenie. Tervben volt az átirata Mega Drive-ra, mely azonban sohasem készült el. 1995-ben egy folytatása következett Zeewolf 2: Wild Justice néven.

## Játékmenet
A játékos egy harci helikoptert (olykor más légi járművet) repül, mellyel összesen 32 küldetést kell teljesítenie. A leküzdendő célok között van: célpont-felderítés, ellenséges egység vagy épület megsemmisítése, sérült baráti gépjármű egységek, vagy túszok kimentése. Egyes célok teljesítése időhöz kötött. Az irányított légi jármű sérül lövedék becsapódás, illetve tereptárgyakkal vagy ellenséges járművekkel való ütközés következtében, melynek eredőjeként idővel megsemmisül. A helikopter gépágyúval, irányított és nem-irányított rakétákkal van felszerelve. Az üzemanyag és a lőszer is véges és csak bizonyos (sokszor rejtett) helyeken lehet újratölteni, illetve muníciót vásárolni.
A játékot joystickkal és egérrel lehet irányítani. A helikopter automatikusan tartja a magasságot, a botkormánnyal lehet irányt váltani és előre-, illetve hátramenetbe kapcsolni. Az egér mozgatására billen a gép valamelyik irányba a rotor tengelye mentén. A géppel bedönteni és fordulni lehet, orsózni nem. Az egér gombjai vezérlik a gyorsulást és a tüzelést. Az irányíthatóság szempontjából az egér lehet a jobb választás, mivel az egér nagyobb felbontása jobb fordulékonyságot eredményez.
A játékban a küldetések során a terep "körbefut", azaz egyik irányba haladva folyamatosan ismétlődik, visszatér önmagába. A játékos az aktuális pozícióját folyamatosan nyomon követheti egy kis térkép kijelzőn (Scanner) képpont formájában.

## Fogadtatás
| Összegzőoldal | Értékelés |
| ------------- | --------- |
| Moby Score    | 8.0       |

| Szerző          | Értékelés |
| --------------- | --------- |
| 576 KByte       | 93%       |
| Amiga Action    | 85%       |
| Amiga Computing | 90%       |
| Amiga Format    | 90%       |
| Amiga Power     | 74%       |
| CVG             | 91%       |
| CU Amiga        | 84%       |

Az 576 KByte magazin 1995 januári száma "Érkezési oldalán" írt méltatást a játékról. "Akkor tulajdonképpen mi is a program sajátja? A remek játszhatóság, a 32 pályányi, kihívásokkal teli misszió, a kényelmes irányítási metódus és az eddig ritkán tapasztalt sebességű grafika." A következő, februári szám még hozzáteszi, hogy "a játék a shoot 'em up és a szimulátor tökéletes keveréke."
"Derekas mennyiségű feladatot ad a játék és a nehézsége tökéletesre szabott egy hosszú játékélményhez." - írta a Computer and Video Games (CVG) magazin 1994 decemberében.
Az Amiga Format ismertetője végén kijelenti, hogy a "Zeewolf behúz a maga hipnotikusan kísérteties, erőszakosan szürreális világába. Érzelmileg megérint és az egész személyes üggyé válik - lenyűgöz, megszállottá tesz, mindent idődet felemészti és még az álmaidba is betolakszik."